# Otanów
Otanów – (niem. Wuthenow), wieś w Polsce położona w województwie zachodniopomorskim, w powiecie myśliborskim, w gminie Myślibórz.
W latach 1954–1971 wieś była siedzibą gromady Otanów, po jej zniesieniu w gromadzie Myślibórz. W latach 1975–1998 miejscowość administracyjnie należała do województwa gorzowskiego.
Według danych z 2011 roku w Otanowie zamieszkiwało 209 osób. Według danych z 2021 roku – 168 osób.

## Zabytki
- park dworski, pozostałość po dworze[5]
- kościół z 1925 r.[6]
- cmentarz przykościelny[7]